# SteinGruppe
Die SteinGruppe (firmierend als Richard Stein GmbH & Co. KG) ist eine mittelständische Autohausgruppe mit Sitz in Engelskirchen im Oberbergischen Kreis in Nordrhein-Westfalen. Das Unternehmen wurde 1930 gegründet und ist heute Vertragspartner mehrerer Marken des Volkswagen-Konzerns sowie weiterer Hersteller. Sie verfügt über zehn Standorte im Bergischen Land und im rheinischen Umland.

## Geschichte
Die Ursprünge des Unternehmens gehen auf eine 1930 von Richard Stein gegründete Spedition in Engelskirchen zurück. 1937 folgte eine BV-Aral-Tankstelle am Stammsitz. In den frühen 1950er Jahren wurde das Unternehmen Volkswagen-Vertragshändler in Engelskirchen (1952).
Der Ausbau zum Mehrmarken-Autohaus setzte sich in den folgenden Jahrzehnten fort: 1958 entstand eine Niederlassung in Rösrath als Volkswagen-Vertragspartner; 1967 erhielten die Betriebe in Engelskirchen und Rösrath einen Audi-Vertrag; 1969 wurde in Overath der erste separierte Audi/NSU-Vertragshändler der Gruppe eröffnet; 1970 folgte ein zweiter Audi/NSU-Standort in Rösrath. 1973 übernahm Walter Stein die Geschäftsführung der elterlichen Betriebe.
1982 erweiterte das Unternehmen sein Netz durch die Übernahme eines Betriebes in Bergisch Gladbach-Bensberg. 1989 kam durch die Übernahme der Firma Wagner ein Paket von vier Betrieben in Gummersbach, Bergneustadt, Wiehl und Waldbröl hinzu. 1996 wurde der Volkswagenbetrieb Zeitz in Bergisch Gladbach übernommen und 1997 das Audi Zentrum Bergisch Gladbach eröffnet.
Weitere Expansionen folgten in den 2000er Jahren: 2003 Übernahme des Autohauses Wehner in Waldbröl; 2004 Ausbau des Betriebes Bergisch Gladbach zum Volkswagen Zentrum Bergisch Gladbach; 2007 Eröffnung eines Škoda-Autohauses in Bergisch Gladbach. 2009 wurden die Betriebsstätten Overath und Engelskirchen zu einem gemeinsamen größeren Standort zusammengeführt; im selben Jahr trat Wolfgang Paaß in die Geschäftsführung ein.
Nach dem 80-jährigen Jubiläum (2010) schied Walter Stein 2013 altersbedingt aus der Geschäftsführung aus; 2014 wurde Jörg Malak neben Wolfgang Paaß zweiter Geschäftsführer. 2016 eröffnete die Gruppe einen Škoda-Standort in Gummersbach, der als achter Standort gezählt wurde. 2018 folgte die Übernahme des Autohauses Seiler als neunter Standort. 2019 nahm die SteinGruppe in Lindlar ein Logistikzentrum in Betrieb, das als zehnter Standort fungiert und u. a. zentrale Funktionen bündelt.
2022 wurde die SteinGruppe Vertragspartner für Silence (E-Scooter), 2023 folgte eine Partnerschaft mit Maxus (elektrische Nutzfahrzeuge). Laut Unternehmensangaben wurden 2025 mehrere Standorte (u. a. Volkswagen Zentrum Bergisch Gladbach, Gummersbach) an die neue Corporate Identity von Volkswagen angepasst; der Standort Siegburg wird modernisiert.

## Standorte
Die SteinGruppe betreibt (Stand 2025) zehn Standorte in Nordrhein-Westfalen:
- Bergisch Gladbach – drei Niederlassungen (Volkswagen Zentrum, Auto Zentrum, Škoda)
- Rösrath
- Engelskirchen – Stammsitz
- Gummersbach – zwei Niederlassungen (Volkswagen/Audi, Škoda)
- Waldbröl
- Siegburg
- Lindlar – Logistikzentrum mit zentraler Fahrzeugauslieferung

## Geschäftsführung
Geschäftsführer sind Wolfgang Paaß und Jörg Malak; Prokuristin (kaufmännische Leitung) ist Spiridula Vassiliou-Bogatzki.

## Kennzahlen
Das Unternehmen gibt für das Geschäftsjahr 2024 einen Umsatz von 197 Mio. Euro an; die Beschäftigtenzahl lag laut Unternehmensangaben im März 2025 bei über 500 Mitarbeitenden. In einem Beitrag von Oberberg-Aktuell wurden für das Jahr 2021 über 400 Beschäftigte sowie ein Spitzenwert bei der Zahl der Auszubildenden genannt.

## Marken
Die SteinGruppe tritt als Vertragspartner bzw. Servicepartner u. a. für die Marken VW, Volkswagen Nutzfahrzeuge, Audi, Škoda, Maxus und teilweise Silence (E-Roller) auf.